# Asko (ö i Finland)
Asko är en ö i Finland. Den ligger i sjön Puruvesi och i kommunerna Kides och Nyslott och landskapen  Norra Karelen och Södra Savolax, i den sydöstra delen av landet, 300 km nordost om huvudstaden Helsingfors. Öns area är 0,2 hektar och dess största längd är 100 meter i sydväst-nordöstlig riktning.